# Phytocoris omani
Phytocoris omani är en insektsart som beskrevs av Stonedahl 1988. Phytocoris omani ingår i släktet Phytocoris och familjen ängsskinnbaggar. Inga underarter finns listade i Catalogue of Life.